# 2012-es Roland Garros
A 2012-es Roland Garros az év második Grand Slam-tornája, a Roland Garros 111. kiadása volt. Az eseményt 2012. május 27. és június 11. között rendezték meg Párizsban.

## Győztesek

### Férfi egyes
A férfiak egyéni küzdelmét a címvédő, s újabb győzelmével már hétszeres bajnok Rafael Nadal nyerte meg, a 3 óra 49 percig tartó döntőben 6–4, 6–3, 2–6, 7–5-re legyőzve a világelső Novak Đokovićot. Nadal a tizenegyedik Grand Slam-győzelmét aratta, amivel az open érában feljött a rangsor harmadik helyére az ugyanennyi sikert elérő Björn Borg mellé, újabb Roland Garros-diadalával pedig ő lett az első teniszező a férfiak mezőnyében, aki hétszer nyerte meg a párizsi salakos versenyt, megdöntve Borg hat győzelemből álló rekordját, s utolérve a nők között szintén hétszer diadalmaskodó, s ezzel csúcstartó Chris Evertet. A spanyol játékos karrierje ötvenedik egyéni tornagyőzelmét aratta (ebből harminchatot salakon),  ennél több címet rajta kívül csupán kilenc játékos szerzett a nyílt érában. Đoković a döntő elvesztésével rekordlehetőséget szalasztott el, mivel 2011-ben Wimbledonban és a US Openen, 2012-ben pedig az Australian Openen is diadalmaskodott, s tornagyőzelem esetén ő lett volna mind a négy major torna címvédője, amire a férfiak mezőnyében Rod Laver 1969-es klasszikus, tehát egy naptári éven belül megszerzett Grand Slamje óta nem volt példa. Először történt meg azonban az open érában, hogy ugyanaz a két férfiteniszező állt egymással szemben négy egymást követő Grand Slam-döntőben, mivel az említett versenyek fináléjában Đoković rendre Nadalt győzte le. A két játékos ötödik major döntőjét játszotta egymás ellen, s Nadal másodszor tudott nyerni a 2010-es US Opent követően.

### Női egyes
A nőknél Marija Sarapova szerezte meg tornagyőzelmet, miután a döntőben 6–3, 6–2-re felülmúlta az olasz Sara Erranit. Sarapova először tudta megnyerni a Roland Garrost. Korábban három különböző Grand Slam-tornán diadalmaskodott, 2004-ben Wimbledonban, 2006-ban a US Openen, valamint 2008-ban az Australian Openen, így a mostani győzelemmel teljesítette az úgynevezett karrier Grand Slamet, vagyis mind a négy nagy tornát megnyerte legalább egyszer. A női tenisz történetében ő a tizedik játékos, az open érában pedig a hatodik, akinek sikerült ez a bravúr. Az orosz teniszezőnő 2008 augusztusa és 2009 májusa között kilenc hónapot hagyott ki a pályafutásából vállműtétje miatt, így első alkalommal fordult elő, hogy valaki (a férfiak mezőnyét is beleértve) egy ilyen, a teniszezők számára kockázatos beavatkozást követően tudott Grand Slam-versenyt nyerni.
Errani először játszott finálét egyéniben egy major tornán, a döntőbe vezető útja során a korábbi huszonnyolc veresége után első alkalommal tudott legyőzni Top 10-es játékost, előbb a negyeddöntőben a német Angelique Kerbert, majd az elődöntőben Samantha Stosurt. A következő heti világranglistán ezzel a sikerrel életében először ő maga is a tizedik helyre lépett előre, míg Sarapova négy év elteltével újra világelső lett. Érdekesség, hogy a döntő két résztvevője karrierjük első egymás elleni találkozóját játszotta.

### Párosok
A férfiaknál az előző évben is diadalmaskodó Makszim Mirni–Daniel Nestor-páros nyerte meg, a fináléban 6–4, 6–4-re legyőzve a Bob Bryan–Mike Bryan-kettőst. A 34 éves Mirni és a 39 esztendős Nestor az egy évvel korábbi diadal után második közös győzelmüket aratták. Összességében az előbbi játékos a hatodik páros Grand Slam-címét szerezte meg, ebből a negyediket a Roland Garroson, ahol 2005-ben és 2006-ban Jonas Björkmannal tudott diadalmaskodni. A kanadai teniszező nyolcadszor nyert major tornát, ezek közül ugyancsak a negyediket ezen a versenyen, 2007-ben Mark Knowleszal, 2010-ben pedig Nenad Zimonjićcsal.
A nőknél a Sara Errani–Roberta Vinci-páros győzött, a döntőben 4–6, 6–4, 6–2-re legyőzve a Marija Kirilenko–Nagyja Petrova-kettőst. Errani és Vinci a szezon korábbi részében öt WTA-tornát nyert meg, s már a második Grand Slam-döntőjüket játszották 2012-ben, az év elején azonban vereséget szenvedtek az Australian Openen. Győzelmükkel az open érában először sikerült egy összolasz párosnak Grand Slam-versenyt nyerni a nők mezőnyében. Kirilenko és Petrova egyaránt a második Grand Slam-döntőjén hagyta el vesztesen a pályát, előbbi Viktorija Azarankával veszítette el a 2011-es Australian Open fináléját, utóbbi a 2010-es US Open döntőjében maradt alul Liezel Huber partnereként.
A vegyes párosok tornáját a Szánija Mirza–Mahes Bhúpati-kettős nyerte meg, a 73 percig tartó döntőben 7–6(3), 6–1-re legyőzve a versenyen egy másik páros visszalépése miatt csupán beugróként elinduló Klaudia Jans-Ignacik–Santiago González-duót. Mirza és a 38. életévét éppen a döntő napján betöltő Bhúpati második közös Grand Slam-tornájukat nyerték meg, 2009-ben az Australian Openen diadalmaskodtak a vegyes párosok küzdelmében. Amíg azonban Mirza más partnerrel korábban nem tudott győzni, addig Bhúpati már a nyolcadik tornagyőzelmét ünnepelhette ebben a számban. Első alkalommal az 1997-es Roland Garroson nyert a japán Hiraki Rikával, aminek köszönhetően ő lett a tenisztörténelem első indiai Grand Slam-győztese.

## Döntők

### Férfi egyes
Rafael Nadal –  Novak Đoković 6–4, 6–3, 2–6, 7–5

### Női egyes
Marija Sarapova –  Sara Errani 6–3, 6–2

### Férfi páros
Makszim Mirni /  Daniel Nestor –  Bob Bryan /  Mike Bryan 6–4, 6–4

### Női páros
Sara Errani /  Roberta Vinci –  Marija Kirilenko /  Nagyja Petrova 4–6, 6–4, 6–2

### Vegyes páros
Szánija Mirza /  Mahes Bhúpati –  Klaudia Jans-Ignacik /  Santiago González 7–6(3), 6–1

### Juniorok

#### Fiú egyéni
Kimmer Coppejans– Filip Peliwo 6–1, 6–4

#### Lány egyéni
Annika Beck– Anna Karolína Schmiedlová, 3–6, 7–5, 6–3

#### Fiú páros
Andrew Harris /  Nick Kyrgios– Adam Pavlásek /  Václav Šafránek, 6–4, 2–6, [10–7]

#### Lány páros
Daria Gavrilova /  Irina Hromacsova– Montserrat González /  Beatriz Haddad Maia, 4–6, 6–4, [10–8]

## Világranglistapontok és pénzdíjazás

### Pontok
| Eredmény           | Férfi egyes | Férfi páros | Női egyes | Női páros |
| ------------------ | ----------- | ----------- | --------- | --------- |
| Győzelem           | 2000        | 2000        | 2000      | 2000      |
| Döntő              | 1200        | 1200        | 1400      | 1400      |
| Elődöntő           | 720         | 720         | 900       | 900       |
| Negyeddöntő        | 360         | 360         | 500       | 500       |
| 16 között          | 180         | 180         | 280       | 280       |
| 32 között          | 90          | 90          | 160       | 160       |
| 64 között          | 45          | 0           | 100       | 5         |
| 128 között         | 10          | –           | 5         | –         |
| Főtáblára jutás    | 25          | –           | 60        | –         |
| Selejtező (3. kör) | 16          | –           | 50        | –         |
| Selejtező (2. kör) | 8           | –           | 40        | –         |
| Selejtező (1. kör) | 0           | –           | 2         | –         |

### Pénzdíjazás
A torna teljes összdíjazása 18 718 000 euró volt. A férfi és a női egyéni győztesnek fejenként 1 250 000 euró járt.
| Összdíjazás nemenként: 6 555 000 € (selejtezők nélkül) - Győzelem: 1 250 000 € - Döntő: 625 000 € - Elődöntő: 310 000 € - Negyeddöntő: 155 000 € - Negyedik kör: 80 000 € - Harmadik kör: 47 000 € - Második kör: 28 000 € - Első kör: 18 000 € | Összdíjazás nemenként: 1 484 000 € - Győzelem: 340 000 € - Döntő: 170 000 € - Elődöntő: 85 000 € - Negyeddöntő: 43 000 € - Harmadik kör: 23 000 € - Második kör: 12 000 € - Első kör: 8000 € | Összdíjazás: 364 000 € - Győzelem: 100 000 € - Döntő: 50 000 € - Elődöntő: 25 000 € - Negyeddöntő: 13 000 € - Második kör: 7000 € - Első kör: 3500 € |